# Горячий парень Джей
Heat Guy J (яп.  ヒートガイジェイ   Хи:то Гай Дзэй, «Горячий парень Джей») — научно-фантастический аниме-сериал, созданный режиссёром Кадзуки Аканэ на студии Satelight. На русском языке аниме было выпущено компанией «Мега-Аниме».

## Сюжет
История рассказывает о приключениях молодого сотрудника спецслужб Дайске «Авроры» и его напарника-андроида «J». Они живут и работают в вымышленном футуристическом мегаполисе «Джудо» (Jewde), в недоукомплектованном и недостаточно финансируемом отделе Бюро безопасности города. 

## Персонажи

### Спецслужбы
- Дайске Аврора  (яп.  ダイスケ アウローラ Дайсукэ Ауро:ра) — сотрудник Департамента по вопросам безопасности, работает в Центральной штаб-квартире спецслужбы. Его возраст 21 год, прозвище «Дайс» (или «игральные кости»). Одновременно холодный и расслабленный, Дайсукэ  составляет половину следственной группы бюро. Он предпочитает активные действия бумажной работе. Когда Дайсукэ не на улице для борьбы с преступностью, он часто занят просмотром телепередач. Хотя он старается этого не показывать, он человек сострадательный и обладает сильным чувством справедливости. Держит в себе глубокие и болезненные воспоминания об исчезновении матери и отца, которые убиты андроидом. В память о своём отце носит на шее пулю-кулон. Роль озвучивает Масая Мацукадзэ.

- Джей или J (яп.  ジェイ   дзэй), также известный как «Heat Guy J» — андроид спецслужбы, его возраст 3 года, хотя выглядит он как 40-летний мужчина. Обладает невероятной силой, является плодом сотрудничества между правительством и гражданским предприятием; хотя в городе Джудо андроиды вне закона, для J в этом плане сделано исключение, к большому разочарованию осторожных городских чиновников. Несмотря на неуклюжий размер, J может перемещаться на огромных скоростях и наносить мощные удары. После длительных боевых действий должен охлаждать себя выбросом пара из труб, установленных на плечах, издавая звук, похожий на вой волка. J обслуживается техником предприятия Антонией Беллуччи. По её словам, J спроектирован по внешности отца Антонии. Он иногда кажется человеком с благородным характером и сильными убеждениями.